# تپه نادری (هرسین)
تپه نادری در بیستون، محوطه تاریخی، فرهنگی بیستون واقع شده و این اثر در تاریخ ۱۹ اسفند ۱۳۸۰ با شمارهٔ ثبت ۴۸۸۸ به‌عنوان یکی از آثار ملی ایران به ثبت رسیده است.